# 담양 호국사 목조아미타여래좌상
담양 호국사 목조아미타여래좌상(潭陽 護國寺 木造阿彌陀如來坐像)은 대한민국 전라남도 담양군 담양읍, 호국사에 있는 조선시대의 불상이다. 2008년 4월 11일 전라남도의 문화재자료 제267호로 지정되었다.

## 개요
담양 호국사에 소장된 조선후기의 목조 아미타 여래좌상이다. 2005년 2월 확인된 복장물의 발원문(28.5cm×131cm)을 통하여 1660년 5월 15일 담양 용구산 회적암에서 아미타불 1구를 조성하여 봉안(順治十七年庚子五月十三日造成彌陀一軀畢功安于龍龜山晦迹庵)했음을 알 수 있다.
불상의 형식은 촘촘하게 밀집된 나발에 상단 계주와 하단계주가 선명하며, 얼굴은 사각형이지만 턱 부분이 약간 좁으며 이마 중앙에는 백호가 돌출해 있고 예리하게 뻗은 가는 눈썹과 정면 아래쪽을 향하고 있는 일자형의 눈, 뭉뚝한 코와 사실적인 입술을 하고 있는 이목구비가 비교적 선명한 편이다. 목에는 삼도(三道)가 보이며 법의는 통견이나 우측어깨에서는 한 겹의 반단의문(半袒衣文)이 걸쳐있다. 가슴 중앙에는 깊은 U자형의 법의주름을 하고 있는데 가슴 중앙으로 연화문(내의) 띠주름이 양 옆을 걸치고 있다. 무릎은 우측발이 좌측발 위로 올라오는 길상좌를 취한 결가부좌이다. 수인은 두 손목이 무릎까지 내려온 형태인데 우측 손은 손등이 위로 올라오게 하고 좌측손은 손등이 밑을 향하고 있어 중품중생인(中品中生印)에 가깝다.
불상 양식의 특징은 얼굴의 평온한 느낌과 이목구비의 사실성에 가까운 양식, 좌측 무릎의 잎파리형(연화문) 의문을 간직하고 있는 점 등인데 조선시대 초기불상과 연결되고 있음을 엿볼 수 있다.
호국사 목조아미타여래좌상은 조선시대 후기, 즉 1660년의 절대연대를 알 수 있고 제작한 조각승(應惠, 海機)도 알 수 있어 제작시기와 제작자가 확실한 작품이다. 그리고 17세기 후반 목조불상의 양식적인 특징을 지닌 작품으로 중요한 기준을 제공한다고 할 수 있다. 조각 양식도 단정한 편이나 비교적 규모가 작다.

## 참고 문헌
- 담양호국사목조아미타여래좌상 - 국가유산청 국가유산포털